# Psebena pascoei
Psebena pascoei é uma espécie de cerambicídeo endêmica de Bornéu.

## Etimologia
O epíteto específico — pascoei — é uma homenagem ao entomólogo inglês Francis Polkinghorne Pascoe.

## Taxonomia
Em 2006, a espécie foi descrita por Eduard Vives, com base num holótipo encontrado no monte Trusmadi (Bornéu).

## Distribuição
A espécie é endêmica da região do monte Trusmadi, no estado de Sabá (Malásia).